# SPG-82無後座力炮
SPG-82（俄语：СПГ-82；СПГ，全寫：Станковый Противотанковый Гранатомёт，意為：重型反坦克榴彈發射器；俄罗斯国防部火箭炮兵装备总局代號：／）是一款由苏联所研發、在二戰結束後投入使用的82毫米口徑輪式反坦克无后座力火箭发射器，發射82毫米炮彈。
1954年，在蘇聯中服役的它倆被B-10無後座力炮所取代，但直到1970年代時，仍然於一部份地區，特別是在中东的軍隊中服役。SPG-82也被印尼機動警察旅（BRIMOB）擔任1963年萬隆舉行的自由選擇法案大會的警衛時所使用。

## 說明
SPG-82是由一根帶有喇叭口的長炮管所組成，並且由從SG-43中型機槍的輪式射架改進而成、帶有兩個小型實心輪子的簡單支架所支撐。炮管的左側裝有一個彎曲的肩墊，同時也安裝了一個大型護盾，以保護炮組人員免受火箭彈產生的尾焰所灼傷。但護盾的厚度並不足以防禦敵人的火力攻擊。這種武器通常裝在炮架以上炮擊，但必要時也可被卸下，並且由兩人一起支撐起這台武器甚至肩射。
該武器發射兩種類型的炮彈，一種是通用高爆／破片彈，OG-82和一種高爆反坦克穿甲弹，PG-82。SPG-82具有兩套與武器所發射的兩種炮彈相對應的機械瞄具。OG-82的瞄準射程可達到700米，而PG-82的有效射程則約為200米。

## 彈藥
| 炮彈 名稱 | 彈頭 名稱 | 彈頭 類型    | 全重量  | 彈頭 重量 | 長度    | 穿甲 深度       |
| --------- | --------- | ------------ | ------- | --------- | ------- | --------------- |
| PG-82     | GK-662    | 高爆反坦克彈 | 4.4公斤 | 0.69公斤  | 694毫米 | 230毫米—175毫米 |
| OG-82     | GO-662    | HE-FRAG      | 4.7公斤 | 0.41公斤  | 626毫米 | 不適用          |

## 使用國
- 阿尔及利亚
- 阿富汗
- 古巴
- 印度尼西亞：印度尼西亞機動警察旅（英语：Mobile Brigade Corps (Brimob)）（BRIMOB）。
- 蒙古国
- 中华人民共和国
- 苏联
- 叙利亚
- 多個華沙條約的國家

## 資料來源
1. ↑  .   [2017-11-05]. （原始内容存档于2019-02-17）.
2. ↑  Brassey's Infantry Weapons of the World states that it is still in service with the Syrian and Afghan armies in 1975
3. ↑  militaertechnik-der-nva.de （页面存档备份，存于） notes penetration as 175 mm. Given the era in which this weapon was developed, the lower figure is likely more accurate.
4. ↑  .   [2017-11-05]. （原始内容存档于2012-02-09）.
5. ↑  .   [2017-11-05]. （原始内容存档于2012-02-09）.

## 外部連結
- ORDATA database
- Brassey's Infantry Weapons of the World 1950-1975, J.I.H. Owen
- （德文）—militaertechnik-der-nva.de SPG-82 page（页面存档备份，存于）